# Altsek

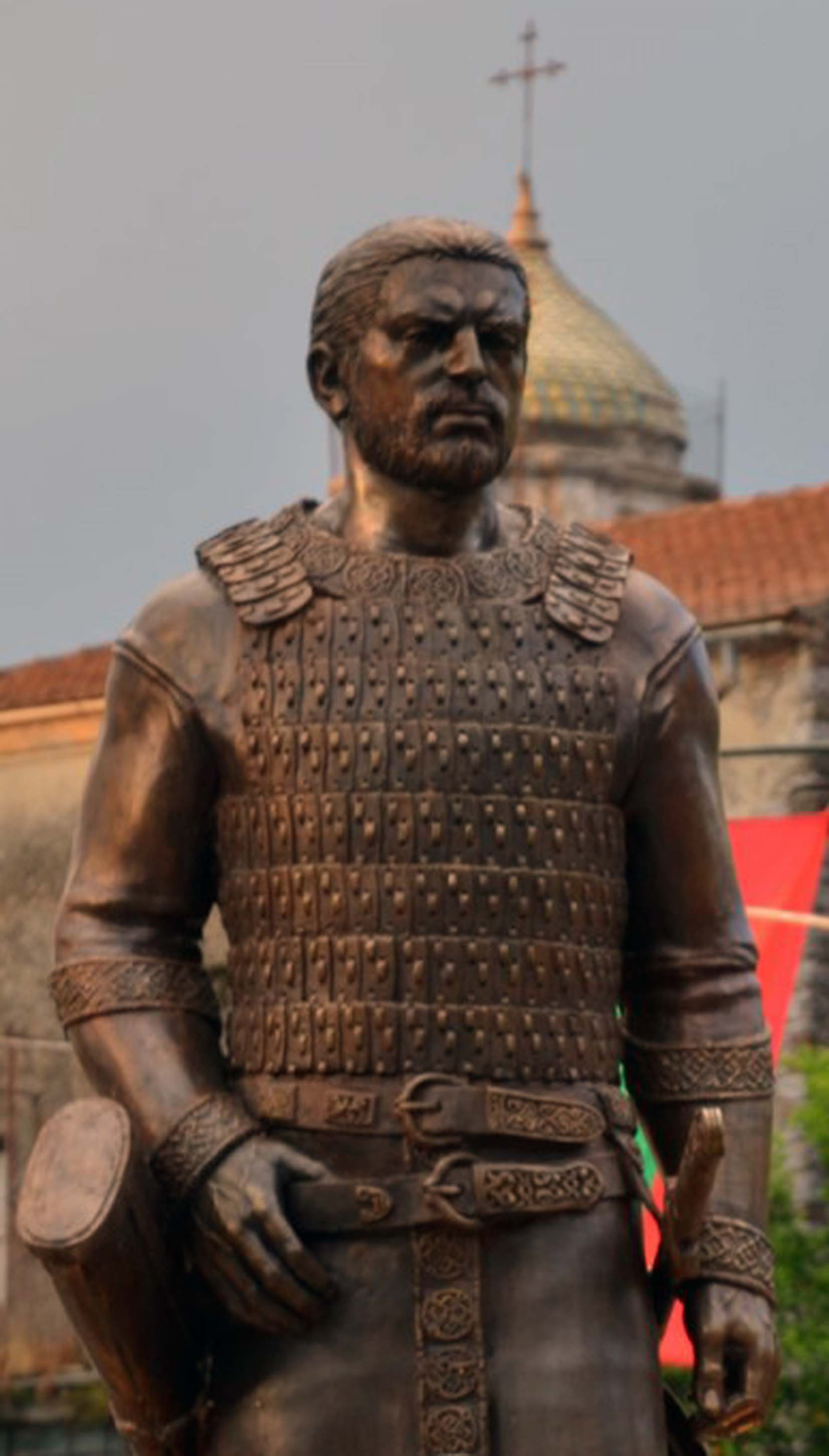
Pomnik Altseka w Celle di Bulgheria

Altsek – piąty syn chana Wielkiej Bułgarii, Kubrata. Miał przybyć do Italii, poddać się Bizantyjczykom i osiedlić się ze swym ludem koło Rawenny.   
Z kolei Paweł Diakon pisze, że w 663 r. przybyła do Italii z Panonii, grupa Bułgarów pod wodzą Alceka (=Altsek ?). Król Longobardów, Grimoald (662-671), skierował ich do siedzib należących do swego syna Lomualda (Romoalda) w Benavento (Benevunto), w południowych Włoszech. Alcek i jego rodacy zostali osiedleni w Sepinum, Bovianum, Isernii – w miastach i na prowincji. Ich potomkowie mieli tam żyć do końca VIII w. Posługiwali się łaciną, ale nie zapomnieli też własnego języka.      